# Гуспини
Гу̀спини (на италиански и на сардински: Guspini) е град и община в Южна Италия, провинция Южна Сардиния, автономен регион и остров Сардиния. Разположено е на 137 m надморска височина. Населението на общината е 12 469 души (към 2010 г.).